# 9월 12일
9월 12일은 그레고리력으로 255번째(윤년일 경우 256번째) 날에 해당한다.

## 사건
- 기원전 490년 - 마라톤 전투
- 372년 - 동진의 효무제가 부왕 간문제의 뒤를 이어 즉위하다.
- 1921년 - 일제강점기: 의열단 소속 독립운동가 김익상, 사이토 총독 암살하려 조선총독부에 폭탄 투척
- 1945년
  - 미군정, 조선총독부 중추원을 해산하고 의장 직무대행 부의장 박중양 이하 중추원 각원을 파면하다.
  - 윤치호, 일본 귀족원 의원직을 사퇴하다.
- 1950년 - 한국 전쟁: 영천 전투가 끝났다.
- 1952년 - 한국 전쟁: 중화인민공화국과 소비에트 연방, 한국전쟁 휴전회담 관련 공동선언 발표
- 1961년 - 대한민국 언론인들의 자율심의기구인 한국신문윤리위원회 발족
- 1969년 - 베트남 전쟁: 미군, 리처드 닉슨 대통령의 명령으로 북베트남 폭격 재개
- 1974년 - 에티오피아 하일레 셀라시에 1세 황제, 군부에 의해 폐위됨
- 1980년 - 합참의장 케난 에브렌의 주도로 튀르키예에서 쿠데타가 발생하다.
- 1982년 - 중화인민공화국, 당주석제도 폐지, 당총서기에 후야오방(胡耀邦) 선출
- 1983년 - 대한민국, KAL기 격추 피해 보상을 요구하는 공한을 주미 소련대사관에 전달
- 1997년 - 빌 클린턴 미국 대통령, 스티븐 보스워스 한반도에너지개발기구(KEDO) 사무총장을 주한 미국 대사로 임명
- 2002년
  - 대한민국 의문사진상규명위원회, 1974년 인혁당재건위원회사건이 중앙정보부 조작이라고 발표.
  - 주한유엔군사령부, 조선민주주의인민공화국과 비무장지대(DMZ) 공사 관련 관리권 이양 합의문에 서명
- 2003년 - 태풍 매미가 한반도의 남부를 강타하여 127명의 사망 실종자와 4조 2,225억원의 재산피해를 내다.
- 2005년 - 일본에서 고이즈미 준이치로가 이끄는 자유민주당이 총선에서 승리하다.
- 2007년
  - 일본의 아베 신조 총리가 사의를 표명하다.
  - 필리핀 법원은 조지프 에스트라다 전 대통령에게 재임중 금전적 비리 혐의를 인정하고 종신형을 선고하다.
- 2009년 - 대한민국의 73세 여성이 신종플루로 국가 내에서 5번 째로 사망하다.
- 2013년
  - 서울외곽순환고속도로 의정부 나들목 인근에서 9중 추돌사고가 발생해 2명이 사망하고 19명이 부상하였다.
  - 미국 콜로라도 주서 대형 홍수가 발생 4명이 사망하였다.
- 2014년 - 아이돌가수 빅뱅 멤버 승리, 교통사고로 음주운전 논란.
- 2016년 - 경상북도 경주시 남남서쪽 8km 지점에서 규모 5.8의 지진이 발생해 23명이 부상을 입었다.
- 2020년
  - 질병관리본부가 질병관리청으로 승격되었다.
  - 교토의정서 온실가스 삭감 목표 시한

## 문화
- 1609년 - 영국 탐험가 헨리 허드슨, 미국 뉴욕 인근의 허드슨강 발견.
- 1959년 - 소비에트 연방이 우주탐사선 루나 2호를 발사하다. 루나 2호는 달에 도달한 첫 번째 우주선이 된다.
- 1988년 - 제94차 국제올림픽위원회(IOC) 총회 서울서 개막. (~16일)
- 1991년 - 제2회 한민족체전 88개국 동포 1,652명 참가한 가운데 개막
- 1999년 - 세레나 윌리엄스, 흑인 여성으로 41년 만에 US오픈테니스 첫 우승
- 2001년 - 대한민국 서울특별시에서 서울원음방송 개국.
- 2005년 - 홍콩 디즈니랜드가 개장되었다.
- 2011년 - 미스 유니버스 2011이 브라질의 상파울루에서 개최되었다.
- 2012년 - 대한민국 하나금융그룹은 하나 외환 여자 프로 농구단을 창단했다.
- 2013년 - 2013 프로야구에서 두산 베어스가 SK 와이번스를 상대로 7점차를 뒤집는 역전승을 거두며 508 대첩의 복수를 하는데 성공했다.
- 2020년 - 수도권 전철 수인선 수원 ~ 한대앞 구간이 개통되어 ■수인·분당선으로 직결 운행
- 2021년 - 한국 GM이 1분기 중으로 경상용차 다마스의 생산을 중단하였다.
- 2022년 - 영화감독 황동혁과 배우 이정재가 제74회 프라임타임 에미상 시상식에서 드라마 《오징어 게임》을 통해 비영어권 드라마 그리고 아시아인 최초로 드라마부문 감독상·남우주연상을 수상했다.

## 탄생
- 1492년 - 우르비노의 공작 로렌초 2세 데 메디치. (~1519년)
- 1494년 - 프랑스의 국왕 프랑수아 1세. (~1547년)
- 1888년 - 프랑스의 배우 모리스 슈발리에. (~1972년)
- 1885년 - 대한민국의 독립운동가 안희제. (~1943년)
- 1896년 - 일본의 군인 사토 슌지. (~1977년)
- 1904년 - 소련의 작곡가 가브릴 포포프. (~1972년)
- 1909년 - 대한민국의 작가, 소설가 정인택. (~1952년)
- 1913년 - 미국의 육상 선수 제시 오언스. (~1980년)
- 1917년
  - 대한민국의 정치인 조광희. (~2017년)
  - 미국의 야구인 루스 크리스토퍼. (~1954년)
- 1930년
  - 대한민국의 군인 최기덕. (~2016년)
  - 일본의 화학자 스즈키 아키라.
- 1931년 - 멕시코의 배우, 정치인 실비아 피날. (~2024년)
- 1940년 - 대한민국의 언론인 강성구.
- 1944년 - 일본의 축구 선수 기쿠가와 요시오. (~2022년)
- 1952년 - 이츠케리아 체첸 공화국의 2대 대통령 젤림한 얀다르비예프. (~2004년)
- 1956년 - 홍콩의 가수, 배우 장국영. (~2003년)
- 1957년
  - 대한민국의 법조 출신 정치인 이용삼. (~2010년)
  - 독일의 영화 음악가 한스 짐머.
  - 일본의 성우 토다 게이코.
- 1959년 - 대한민국의 방송 작가 송지나.
- 1960년 - 대한민국의 바둑 기사 박영찬.
- 1962년 - 대한민국의 법조인 이성윤.
- 1964년 - 대한민국의 배우 최윤준.
- 1965년
  - 대한민국의 정치인 허태정.
  - 러시아의 군인 겐나디 짓코. (~2023년)
- 1966년
  - 대한민국의 배우 정인기.
  - 대한민국의 대통령 배우자 김혜경.
- 1967년
  - 대한민국의 전 야구 선수, 현 야구 코치 김태형.
  - 영국의 배우 제이슨 스테이섬.
  - 미국의 배우 루이스 C.K..
  - 대한민국의 법조인 김세윤.
- 1969년 - 대한민국의 배우 안현정.
- 1970년
  - 대한민국의 영화배우 민규동.
  - 대한민국의 성우 홍승표.
  - 대한민국의 기자 김윤덕.
- 1971년 - 모로코 태생 미국의 육상인 할리드 하누치.
- 1972년
  - 대한민국의 전 야구 선수, 현 야구 코치 박현승.
  - 대한민국의 정치인, 지방의원 김부열. (~2022년)
  - 대한민국의 배우 윤이준.
- 1973년
  - 독일의 알파인 스키 선수 마르티나 에르틀.
  - 미국의 배우 폴 워커.(~2013년)
- 1974년
  - 미국의 가수 제니퍼 네틀스.
  - 일본의 성우 스즈무라 켄이치.
- 1975년 - 대한민국의 성우 이미향.
- 1976년 - 대한민국의 배우 정명현. (~2011년)
- 1977년
  - 대한민국의 배우 양소민.
  - 대한민국의 방송인, 전 아나운서 최윤영.
  - 대한민국의 배우 김성경.
  - 미국의 래퍼 2 체인즈.
  - 일본의 편집자 미키 가즈마.
- 1979년
  - 대한민국의 전 야구 선수, 현 야구 코치 김용우.
  - 대한민국의 성우 이미향.
- 1980년
  - 대한민국의 희극인 유세윤.
  - 대한민국의 배우 한다감.
  - 대한민국의 지방의회의원 김장환.
  - 대한민국의 전 스타크래프트 프로게이머 이기석.
  - 일본의 작곡가 사와노 히로유키.
  - 중국의 농구 선수 야오밍.
  - 미국의 야구 선수 숀 버로스. (~2024년)
- 1981년
  - 미국의 가수 겸 배우 제니퍼 허드슨.
  - 일본의 가수 Noria.
- 1983년 - 대한민국의 수영 선수 유정남.
- 1984년
  - 대한민국의 가수 김용준.
  - 브라질의 종합 격투기 선수 주니오르 두스 산투스.
  - 일본의 성우 마츠모토 마리카
- 1985년
  - 대한민국의 전 야구 선수 오현근.
  - 대한민국의 가수 정진우.
  - 대한민국의 전 야구 선수 한윤섭.
- 1986년
  - 미국의 배우 에미 로섬.
  - 일본의 축구 선수 나가토모 유토.
  - 대한민국의 배우 백승희.
  - 일본의 가수 쿠도 마유.
  - 중화인민공화국의 배우 양미.
- 1987년 - 대한민국의 래퍼 빈지노.
- 1988년
  - 대한민국의 배우 고윤.
  - 대한민국의 무용가 이주영.
- 1989년
  - 대한민국의 야구 선수 민성기 (NC 다이노스).
  - 대한민국의 배구 선수 우주리.
- 1990년
  - 캄보디아의 당구 선수 스롱 피아비.
  - 대한민국의 야구 선수 박민규.
- 1991년
  - 대한민국의 야구 선수 강한울.
  - 대한민국의 가수 소유. (씨스타)
  - 대한민국의 아나운서 손자희.
  - 벨기에의 축구 선수 토마 뫼니에.
  - 대한민국의 야구 선수 임규빈.
- 1992년
  - 대한민국의 가수 니쥬.
  - 오스트레일리아의 축구 선수 버니 이비니 이세이.
- 1993년 - 미국의 싱어송라이터 켈시 발레리니.
- 1994년
  - 대한민국의 배우 고원희
  - 대한민국의 래퍼 RM (방탄소년단).
  - 대한민국의 레슬링 선수 김승준.
  - 우크라이나의 테니스 선수 엘리나 스비톨리나.
  - 아르헨티나의 축구 선수 니콜라스 오르시니.
- 1995년
  - 대한민국의 스노보드 선수 이상호.
  - 대한민국의 축구 선수 장성재.
  - 대한민국의 농구 선수 신지현.
  - 대한민국의 배우 송지혁.
  - 미국의 배우, 성우 라이언 포터.
- 1996년
  - 대한민국의 가수 이찬혁 (AKMU).
  - 대한민국의 래퍼 조광일.
  - 대한민국의 축구 선수 김민정.
  - 우간다의 육상 선수 조슈아 체프테게이.
- 1997년
  - 미국의 배우 시드니 스위니.
  - 일본의 성우 타케우치 슌스케.
  - 일본의 성우 나카시마 유키.
  - 중국의 가수, 배우, 무용가 쉬이양.
- 1998년
  - 대한민국의 야구 선수 권동진.
  - 요르단의 태권도 선수 살리흐 알샤라바티.
- 1999년
  - 대한민국의 축구 선수 송민규.
  - 중국의 가수, 첼리스트 런인펑.
- 2000년 - 일본의 여성 아이돌 사카모토 에레나.
- 2001년 - 일본의 가수 타나카 미쿠 (HKT48 팀H, 덴덴무Chu!, 나코미쿠).
- 2002년 - 대한민국의 가수 주연.

## 사망
- 1362년 - 제199대 로마의 교황 교황 인노첸시오 6세. (1352년~)
- 1764년 - 프랑스의 작곡가 장필리프 라모. (1683년~)
- 1812년 - 러시아의 장군 표트르 바그라티온. (1765년~)
- 1819년 - 프로이센의 장군 게프하르트 레베레히트 폰 블뤼허. (1742년~)
- 1857년 - 미국의 탐험가 윌리엄 루이스 헌든. (1813년~)
- 1945년 - 일본의 군인 스기야마 겐. (1880년~)
- 2005년 - 미국의 수학자 서지 랭. (1927년~)
- 2009년 - 미국의 농학자 노먼 볼로그. (1914년~)
- 2010년 - 프랑스의 영화 감독, 배우 클로드 샤브롤. (1930년~)
- 2013년 - 미국의 물리학자, 공학기술자 레이 돌비. (1933년~)
- 2016년 - 대한민국의 기업인 함태호. (1930년~)
- 2018년
  - 대한민국의 배우 김인태. (1936년~)
  - 알제리의 가수 라시드 타하. (1958년~)
- 2020년 - 이란의 레슬링 선수 나비드 아프카리. (1993년~)
- 2021년 - 미국의 주교 존 셸비 스퐁. (1931년~)
- 2023년 - 대한민국의 가수 곽순옥. (1932년~)
- 2024년 - 미크로네시아 연방의 제3대 대통령 존 하글렐감. (1949년~)

## 기념일
- 추석 - 1981년, 2000년, 2011년, 2030년, 2076년
- 성패트릭 대대 집단희생 추모일: 멕시코-미국 전쟁에서 미국 군적을 포기하고 멕시코를 지원했으나 추루부스코 전투의 패배 이후 포로로 잡혀 처형된 아일랜드계 군인들을 추모하는 날, 멕시코

## 같이 보기
- 전날: 9월 11일 다음날: 9월 13일 - 전달: 8월 12일 다음달: 10월 12일
- 음력: 9월 12일
- 모두 보기